# Pedro Felipe Valencia
Pedro Felipe Valencia López (Popayán, 5 de junio de 1931-Bogotá, 25 de agosto de 2000), fue un agrónomo y diplomático colombiano.
Fue embajador de Colombia ante Japón desde 1995, primer secretario ante Bruselas, canciller ante Londres, y delegado de la Federación Nacional de Cafeteros ante España y Portugal.
Era hijo del expresidente de Colombia Guillermo León Valencia.

## Familia
Como ya se mencionó, Pedro Felipe Valencia fue el hijo mayor del expresidente de Colombia Guillermo León Valencia y su esposa Susana López Navia.
Sus hermanos fueron Alma, Ignacio y Diana Valencia López.
Ignacio Valencia se casó con Dorotea Laserna y tuvo a la actual senadora Paloma Valencia, sobrina de Pedro Felipe.
Otro de sus sobrinos es Aurelio Iragorri Valencia, exsenador colombiano, hijo de su hermana Diana Valencia y el exsenador Aurelio Iragorri Hormaza.
Su hermana Alma Valencia estaba casada con el ganadero y empresario Ernesto González Caicedo.
Sus tíos paternos fueron Luz, Giomar, Josefina y Álvaro Pío Valencia Muñoz, que junto con su padre Guillermo León eran hijos del poeta y empresario conservador Guillermo Valencia Castillo.
Josefina Valencia fue política y activista feminina, y Álvaro Pío Valencia, militante marxista.